# Кьеза-ин-Вальмаленко
Кье́за-ин-Вальмале́нко (итал. Chiesa in Valmalenco) — коммуна в Италии, в провинции Сондрио области Ломбардия.
Население составляет 2 756 человек, плотность населения составляет 24 чел./км². Занимает площадь 114 км². Почтовый индекс — 23023. Телефонный код — 0342.
Место проведения этапов Кубка мира по фристайлу.